# Critics Choice Association
Die Critics Choice Association (abgekürzt CCA), früher Broadcast Film Critics Association (abgekürzt BFCA), ist der größte Verband von Filmkritikern in den Vereinigten Staaten und Kanada und repräsentiert über 300 Kritiker aus Fernsehen, Radio und in besonderen Fällen auch dem Internet. Der Verband wurde 1995 von Joey Berlin und Rod Lurie gegründet. Er zeichnete im Januar 1996 zum ersten Mal in einer eigenen Preisverleihung die besten Filme des Vorjahres aus. Seitdem sind die folgenden weitere Verleihungen hinzugekommen:
- für Fernsehprogramme: Critics’ Choice Television Award (seit 2011) und Critics’ Choice Real TV Award (seit 2019)
- für Dokumentationen: Critics’ Choice Documentary Award (seit 2016)
- für Genre-Filme und -Serien: Critics’ Choice Super Award (seit 2021)